# Desastre de la latrina d'Erfurt

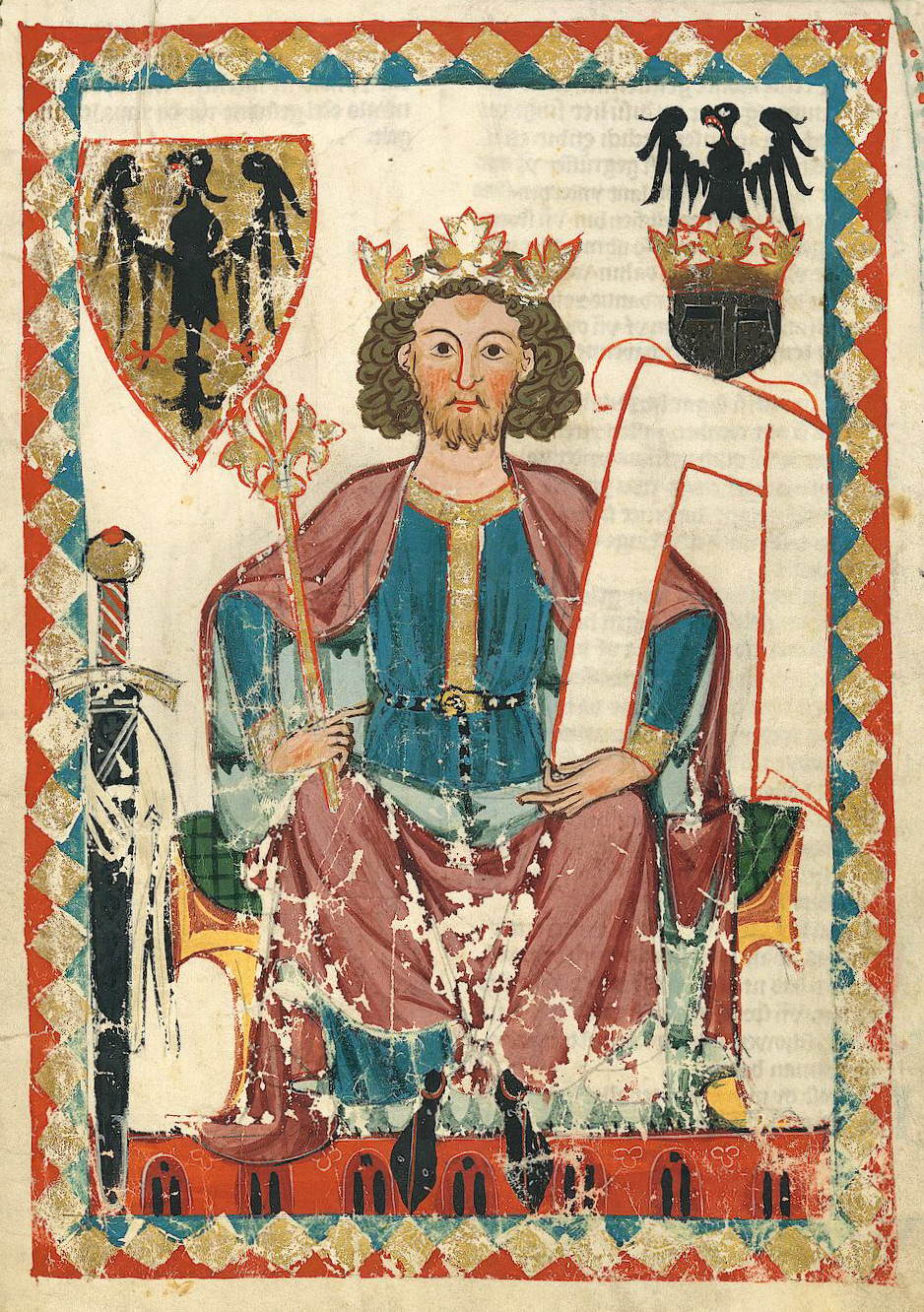
Enric VI (representació extreta del Codex Manesse) va sobreviure a l'ensorrament de les latrines d'Erfurt.

El desastre de la latrina d'Erfurt va ser un esdeveniment que va ocórrer a Erfurt, al Ducat de Turíngia al 1184. Un cert nombre de nobles del Sacre Imperi Romanogermànic estava reunit en una habitació de l'Església de Sant Pere, quan el seu pes va fer que el terra col·lapsés a la latrina de sota del celler, fet que va provocar que dotzenes de nobles s'ofeguessin en excrement líquid. Pel cap baix, 60 persones van morir en l'accident.

## Context
Un conflicte entre Lluís III, Landgravi de Turíngia i l'Arquebisbe Conrad de Wittelsbach que durava des de la derrota d'Enric el Lleó s'havia intensificat fins al punt que el rei Enric VI va ser forçat a intervenir-hi quan viatjava per la regió durant una campanya militar contra Polònia. Enric va decidir cridar una dieta a Erfurt. Hi va romandre per fer de mitjancer entre tots dos i va convidar un cert nombre d'altres personalitats a les negociacions.
Nobles de tot el Sacre Imperi Romanogermànic van ser convidats a la reunió, i molts van arribar-hi el 25 de juliol. Tan bon punt va començar l'assemblea, el terra de fusta del presbiteri de Santa Maria, on seien els nobles, es va trencar per la pressió exercida pel seu pes, i els assistents a la reunió van caure a través del primer pis fins a la latrina que hi havia al celler. Aproximadament 60 persones van morir. Es diu que el rei Enric va sobreviure perquè seia en una cambra amb el terra de pedra.

## Textos original
- Cronica Reinhardsbrunnensis, MGH. XXX de SS/1, p. 541-542. (En llatí)
- Cronica S. Petri Erfordensis moderna, MGH. XXX de SS/1, p. 374. (En llatí original)
- Chronik von St. Peter zu Erfurt (En traducció alemanya)